# Sabae
Sabae (Japans: 鯖江市, Sabae-shi) is een stad in de prefectuur Fukui in Japan. De oppervlakte van de stad is 84,75 km² en begin 2009 had de stad bijna 68.000 inwoners. De Hino rivier stroomt van zuid naar noord door de stad.
De officiële schrijfwijze van de naam van de stad gebruikt in het eerste kanji een oude vorm. In deze oude vorm wordt rechtsonder
円 in plaats van 月 geschreven.

## Geschiedenis
Op 15 januari 1955 werd Sabae een stad (shi) door samenvoeging van de gelijknamige gemeente met vijf dorpen en een andere gemeente.
Op 10 juli 1955 en 31 maart 1957 werden de dorpen Kitanakayama resp. Kawada bij Sabae gevoegd.

## Economie
Belangrijke takken van industrie in Sabae zijn de productie van lakwaren, textielindustrie en de productie van brillen (90% van de Japanse markt en veel export).

## Bezienswaardigheden
- Uryu familiehuis, een rietgedekt huis van een shintopriester uit het begin van de Edoperiode, afgebrand in 1687, herbouwd in 1699, verplaatst en gerestaureerd in 1975.
- Kasuga tempel, herbouwd in 1613 na oorlogsschade, gerestaureerd in 1982-83
- Tsuina maskers in de Katashiba tempel; drie maskers die gebruikt werden bij de voorloper van het Setsubun festival.
- Ōzan graftombes; 49 grafheuvels uit de Yayoiperiode tot het midden van de Kofunperiode.
- Kabutoyama graftombe; een grafheuvel van 7 meter hoog en 60 m in doorsnede uit circa de vijfde eeuw.
- Sun Dome Fukui, de locatie van de Wereldkampioenschappen turnen in 1995.
- Nishiyama koen (lett. Westelijk bergpark) is bijzonder mooi in het voorjaar wanneer duizenden azalea's op de berghelling bloeien.

## Verkeer
Sabae ligt aan de Hokuriku-hoofdlijn van de West Japan Railway Company en aan de Fukubu-lijn van de Fukui Spoorwegen.
Sabae ligt aan de Hokuriku-autosnelweg en aan de autowegen 8 en 417.

## Geboren in Sabae
- Sohichiro Amaya (天谷宗一郎, Amaya Sohichiro), honkbalspeler
- Akihiro Higashide (東出輝裕, Higashide Akihiro), honkbalspeler

## Aangrenzende steden
- Fukui
- Echizen